# Henry W. Corbett
Henry Winslow Corbett, född 18 februari 1827 i Westborough, Massachusetts, död 31 mars 1903 i Portland, Oregon, var en amerikansk republikansk politiker. Han representerade delstaten Oregon i USA:s senat 1867–1873.
Corbett flyttade 1843 till New York och var verksam som handelsman. Han flyttade 1851 vidare till Oregonterritoriet och var verksam inom partihandeln, bank-, bygg-, och järnvägsbranscherna samt investeringssektorn.
Corbett efterträdde 1867 James Nesmith som senator för Oregon. Han efterträddes 1873 av John H. Mitchell.
Delstatens lagstiftande församling kunde år 1897 inte enas om en efterträdare åt senator Mitchell vars mandatperiod löpte ut. Corbett blev utnämnd till senaten men utnämningen godkändes inte och han fick aldrig tillträda senatorsämbetet på nytt. Till sist valdes Joseph Simon i oktober 1898.
Corbett avled 1903 och gravsattes på River View Cemetery i Portland.